# Diplocaulobium noesae
Diplocaulobium noesae là một loài thực vật có hoa trong họ Lan. Loài này được (J.J.Sm.) J.B.Comber mô tả khoa học đầu tiên năm 1990.